# یواس‌اس الت (دی‌دی-۳۹۸)
یواس‌اس الت (دی‌دی-۳۹۸) (به انگلیسی: USS Ellet (DD-398)) یک کشتی بود که طول آن 341 ft 3 in بود. این کشتی در سال ۱۹۳۸ ساخته شد.